# Légion Noire (Oustachis)
Pour les articles homonymes, voir Légion noire.
Ne doit pas être confondu avec Légion Noire ou Black Legion.
La Légion Noire (Crna Legija), connue officiellement sous le nom de 1re brigade active permanente (Prvi stajaći djelatni sdrug), était une unité d'infanterie de la milice Oustachis active pendant la Seconde Guerre mondiale dans l'État indépendant de Croatie. La légion a été formée en septembre 1941 en tant que 1er régiment d'Oustachis. Il s’agissait principalement de réfugiés musulmans et croates de l’est de la Bosnie, où de vastes massacres avaient été perpétrés par des Chetniks et, dans une moindre mesure, par des partisans yougoslaves. La brigade est connue notamment pour ses violents combats contre les Chetniks et les Partisans et ses nombreux massacres contre des civils serbes. Les commandants de la légion étaient le colonel Jure Francetić (en) et le major Rafael Boban (en), composés de 1 000 à 1 500 hommes.

## Historique
La Légion Noire a été formée à Sarajevo en avril 1941 par 12 membres, dont 11 Croates et un Musulman de Bosnie. La force s'est développée pour devenir principalement musulmane en réponse aux atrocités commises contre les musulmans de Bosnie. Son premier nom officiel était « Sarajevo Ustaše Camp » (camp d'Oustachis de Sarajevo). L'unité était composée de membres d'Oustachis d'avant-guerre, comme Jozo Zubić, Drago Jilek ou Bećir Lokmić. Le commandant de l'unité était Lokmić, un membre du mouvement séparatiste en poste à Sarajevo avant la guerre. La première tâche de l'unité consistait à garder les bâtiments de l'État à Sarajevo.  
Son premier combat se déroule sur une voie ferrée à Pale, contre des Chetniks qui souhaitaient s'approvisionner en eau. S'ensuit de nombreux conflits avec les Chetniks dans la grande région de Sarajevo, notamment dans les montagnes Igman, Trebević et Romanija. Après la bataille de Kupres (en), les 1er et 2e bataillon de la Légion formèrent la 5e brigade active permanente nouvellement formée, placée sous le commandement de Rafael Boban et intégrée à la 5e division des forces armées croates en décembre 1944.
En août 1942, Francetić fut nommé commandant suprême de toutes les brigades actives de l'armée d'Oustachis et le nouveau commandant de la Légion devint le colonel Ivo Stipković. Sous ce commandement, la Légion perdit encore plus d'hommes lorsque les 23e et 28e bataillons (composés principalement de Musulmans de Bosnie) furent dissous et leurs soldats transférés dans la 13e division de montagne de la Waffen SS Handschar. Après la mort du colonel Stipković en septembre 1943, le commandant de la Légion devint le major Milan Šulentić, mais huit jours plus tard, il fut remplacé par le major Franjo Sudar. Vers la fin de 1944, la Légion fut incorporée à la 1re division des forces armées croates sous le commandement du général Roman Domanik. Les soldats de la Légion Noire ont continué à porter l'uniforme noir jusqu'à la fin de la guerre, probablement comme une marque de distinction honorifique.
En mai 1945, environ 120 anciens hommes de la Légion Noire ont été exécutés par des partisans à Sisak. À la fin de la guerre, de nombreux soldats de la Légion Noire ont refusé de se rendre et ont rejoint la guérilla des croisés.